# 수집가 (1965년 영화)
수집가(The Collector)는 미국에서 제작된 윌리엄 와일러 감독의 1965년 드라마, 공포, 스릴러 영화이다. 테렌스 스탬프 등이 주연으로 출연하였고 주드 킨버그 등이 제작에 참여하였다.

## 출연

### 주연
- 테렌스 스탬프
- 사만다 에가

### 조연
- 모나 워쉬
- 모리스 달리모어

## 제작진
- 원작자: 존 파울즈
- 미술: 존 스톨

## 같이 보기
- What Difference Does It Make?